# Lauren Hall (ciclista)
Lauren Hall (Vicksburg, 2 de febrero de 1979) es una ciclista profesional estadounidense. Debutó como profesional en 2011, con 31 años, aunque a efectos de la Unión Ciclista Internacional no debutó hasta 2012 ya que su equipo no la registró en dicho organismo de hecho solo corrió carreras en Estados Unidos, la mayoría amateurs del USA Cycling National Racing Calendar. En 2012 ya pasó a profesionalismo oficial corriendo carreras oficiales con algún buen puesto entre ellas.

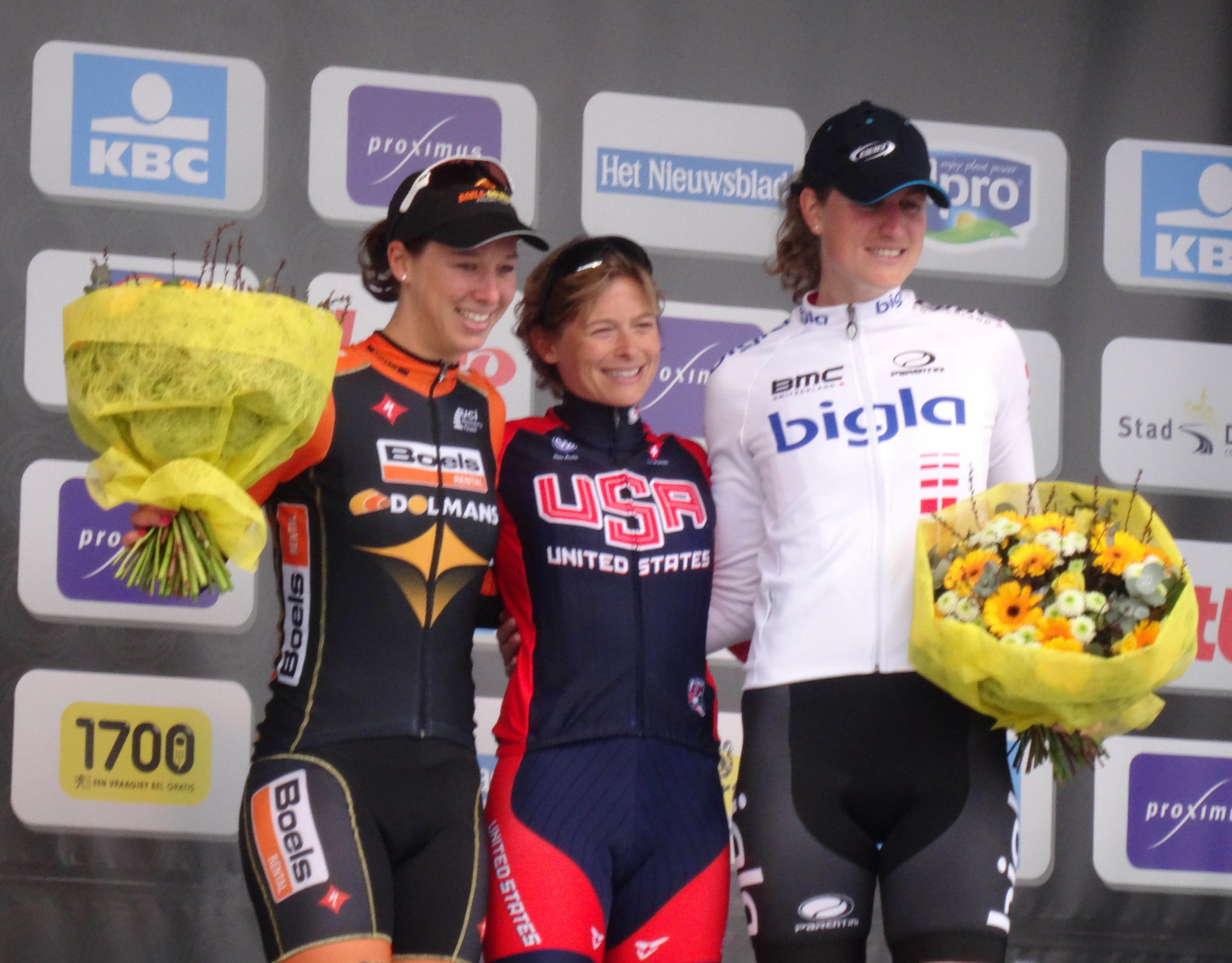
Lauren Hall, en el centro, como ganadora de la Gante-Wevelgem 2014.

## Trayectoria deportiva
Una vez fracasó su carrera como jugadora de fútbol americano se mudó a Austin para acabar sus estudios, ahí empezó a practicar maratón y triatlón hasta dedicarse definitivamente al ciclismo, por ello su debut profesional tan tardío. Debutó como profesional en 2011, con 31 años, con el equipo italiano con gran parte de estructura estadounidense del Colavita-Forno d'Asolo, aunque a efectos de la Unión Ciclista Internacional no debutó hasta 2012 ya que su equipo no la registró en dicho organismo. Eso fue debido a que ese equipo surgió tras la fusión del Colavita-Baci p/b Cooking Light -estadounidense- y el ACS Chirio Forno d'Asolo -italiano- y no pudo inscribir oficialmente a todas las corredoras. Pese a ello su calendario de carreras fue totalmente amateur corriendo carreras no profesionales en Estados Unidos -debido a los intereses comerciales de Colavita- principalmente del USA Cycling National Racing Calendar.
En 2012, ya totalmente como profesional en el equipo TIBCO, obtuvo el subcampeonato de Estados Unidos en Ruta y el Campeonato de Estados Unidos Persecución (en ciclismo en pista). Desde ese año ha ido pasando a diferentes equipos profesionales de Estados Unidos con pocas victorias a destacar el conseguido en la Gante-Wevelgem 2015, entre sus otros resultados consiguió un 12.º puesto en el Tour de Flandes también 2015.

## Palmarés
2012
- 2.ª en el Campeonato de Estados Unidos en Ruta
- Campeonato de Estados Unidos Persecución

2013
- 2.ª en el Campeonato de Estados Unidos en Ruta

2014
- Gante-Wevelgem

2015
- 2 etapas del Tour de Nueva Zelanda Femenino
- 1 etapa del Boels Holland Ladies Tour

2018
- Gran Premio Ciclista de Gatineau

## Resultados en Grandes Vueltas y Campeonatos del Mundo
Durante su carrera deportiva ha conseguido los siguientes puestos en las Grandes Vueltas femeninas y en los Campeonatos del Mundo en carretera:
| Carrera         | 2011 | 2012 | 2013 | 2014 | 2015 | 2016 | 2017 | 2018 |
| --------------- | ---- | ---- | ---- | ---- | ---- | ---- | ---- | ---- |
| Giro de Italia  | -    | -    | 94.ª | -    | -    | -    | -    | -    |
| Tour de l'Aude  | X    | X    | X    | X    | X    | X    | X    | X    |
| Grande Boucle   | X    | X    | X    | X    | X    | X    | X    | X    |
| Mundial en Ruta | -    | -    | -    | 41.ª | -    | -    | -    | -    |

-: no participa

Ab: abandono

X: ediciones no celebradas

## Equipos
- Colavita-Forno d'Asolo (2011)[1]
- Team TIBCO-To The Top (2012)
- Optum p/b Kelly Benefit Strategies (2013-2014)
- TWENTY16 p/b Sho-Air (2015)
- Team TIBCO-Silicon Valley Bank (2016)
- Unitedhealthcare (2017-2018)